# Gabriela Antunes
Pour les articles homonymes, voir Antunes.
Gabriela Antunes, née le 8 juillet 1937, morte le 3 avril 2004, est une femme de lettres et une enseignante angolaise. 

## Biographie
Elle est née le 8 juillet 1937 à Huambo. Après des études secondaires dans sa province natale, elle s'installe à Lisbonne en 1955. Elle effectue des études en linguistique en Allemagne. Puis elle poursuit par des études de troisième cycle en éducation et en anglais à Luanda. Elle  commence à travailler à la Sarmento Rodrigues Commercial and Industrial School, et, en 1964, est embauchée à l'Institut Commercial de Luanda pour enseigner l'anglais et l'allemand. Elle enseigne également à l'Institut Supérieur privé de l'Angola. Elle devient coordonnatrice UNESCO lusophone en Angola. Elle est aussi directrice de la Bibliothèque nationale angolaise.
Elle devient professeur à l'école de journalisme et coordonnatrice de programme à l'Institut supérieur économique de Luanda. Dans le domaine du sport, elle préside l'assemblée générale de la Fédération angolaise de Natation. En 1980, quelques années après l'indépendance, elle passe du Ministère de l'Éducation au Ministère de la Culture, dirigé à l'époque par António Jacinto. Elle s'intéresse de plus en plus à la littérature pour enfants. Elle rejoint l'Union des Écrivains Angolais (UEA) en juin 1984. En 1986, elle organise un programme pour les enfants sur la Televisão Pública de Angola.
L'une de ses œuvres les plus célèbres est Histórias Velhas, Roupa Nova ou Estórias velhas, roupa nova, un recueil de quatre histoires pour enfants. Elle écrit plusieurs ouvrages en adaptant des contes traditionnels pour enfants. Elle  remporte le Prix de la Culture de la Fondation Culturelle de la Langue portugaise, en 1999, pour sa contribution à la littérature lusaphone. Le 25 février 2000, elle est honorée à l'Institut Camões, l'Ambassade du Portugal en Angola, pour ses créations littéraires. Elle milite aussi pour les droits humains.
Elle meurt le 3 avril 2004 à Lisbonne. Le 8 avril, elle est enterrée à Luanda,,.

## Principales publications
Les publications les plus notables sont les suivantes :
- Un Águia, un Rola, comme Galinhas e os 50 Lwei. Écrit avec Rosalina Pombal. Luanda: INALD, 1982 (contes pour enfants).
- Kibala, o rei de leão. Luanda: INALD, 1982.
- O Castigo do Dragão Glutão. Luanda: INALD, n/d.
- Histórias Velhas, Roupa Nova. Luanda: INALD, n/d. 1988 (nouvelles).
- O Cubo Amarelo. Luanda: UEA, 1991 (roman).
- Crónicas apressadas: ano de messagerie unifiée. Luanda: Instituto Nacional das Indústrias Culturais - INIC, 2002.